# Самотній стрілець
Самотній стрілець (англ. The Lone Gun) — американський вестерн режисера Рея Назарро 1954 року.

## Сюжет
Круз, новий начальник поліції, приїздить в маленьке містечко, яке тримають у страху брати Моран. Коли жителі міста відмовляються підтримати Круза, він вирішує битися з братами сам-один.

## У ролях
- Джордж Монтгомері — Круз
- Дороті Мелоун — Шарлотта Даунінг
- Френк Фейлен — Файрвізер
- Невілл Бренд — Трей Моран
- Скіп Хомейер — Касс Даунінг
- Дуглас Кеннеді — Хорт Моран
- Дуглас Фоулі — бармен Чарлі
- Фей Руп — мер Бут
- Роберт Дж. Вілкі — Гад Морган